# Ikarus' flykt
Ikarus' flykt är en essäsamling av Artur Lundkvist, utgiven 1939 på Bonniers Förlag. Med boken introducerades författare som James Joyce, T.S. Eliot och William Faulkner i Sverige. Boken innehåller även essäer om bland andra Arthur Rimbaud och Pablo Picasso, och den första större presentationen av surrealismen på svenska.
Volymen har beskrivits som den viktigaste kritiska skriften i svenskt litterärt 1900-tal. Thomas Warburton, som översatte Odysseus till svenska 1946, skrev i sina memoarer att han tidigare hade läst Odysseus utan att förstå så mycket, men att läget ljusnade 1940 efter att han läst Ikarus' flykt ”där det fanns en guide till den märkvärdiga Dublinlabyrinten”.

## Innehåll
- ”Poesins Ikarus” – om Arthur Rimbaud[3]
- ”Poesins purgatorium” – om T.S. Eliot[4]
- ”Ulysses-labyrinten” – om James Joyce och Odysseus[5]
- ”Faulkner, den besegrade” – om William Faulkner[6]
- ”Surrealismen: det okändas erövring” – om André Breton och surrealismen[7]
- ”Legenden Picasso” – om Pablo Picasso[8]
- ”Henry Miller och myten om den skapande döden” – om Henry Miller[9]
- ”En ny Anabasis” – om Saint-John Perse[10]